# ستيوارت ستيفن
ستيوارت ستيفن هو صحفي ألماني، ولد في 30 سبتمبر 1935 في هامبورغ في ألمانيا، وتوفي في 19 يناير 2004 في لندن في المملكة المتحدة.